# توماس جرجس

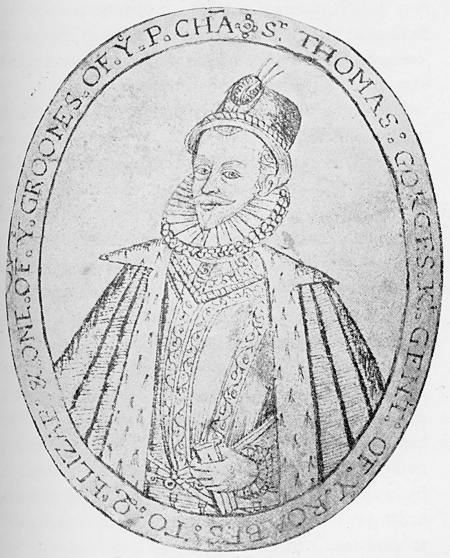

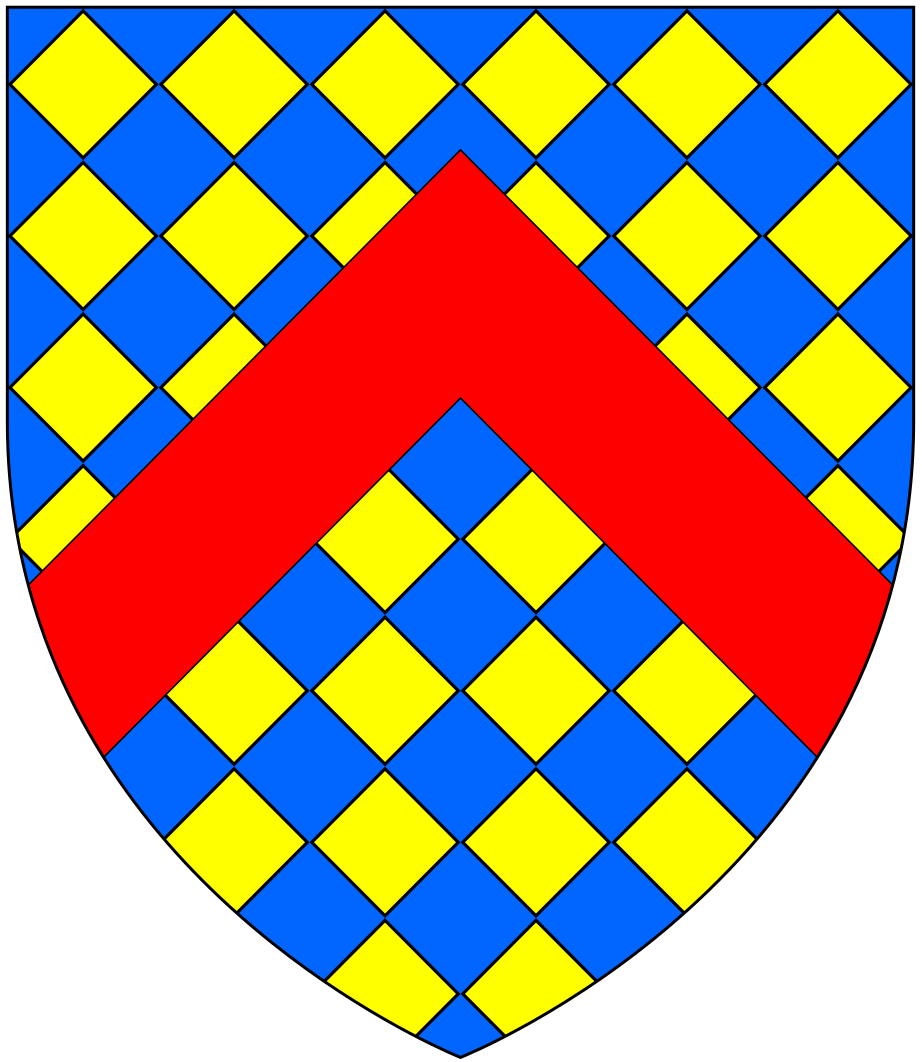
أذرع جرجس (الحديثة): معينات أو لازوردية، شيفرون جولس. لتاريخ هذه الأسلحة، انظر Warbelton v. الخوانق

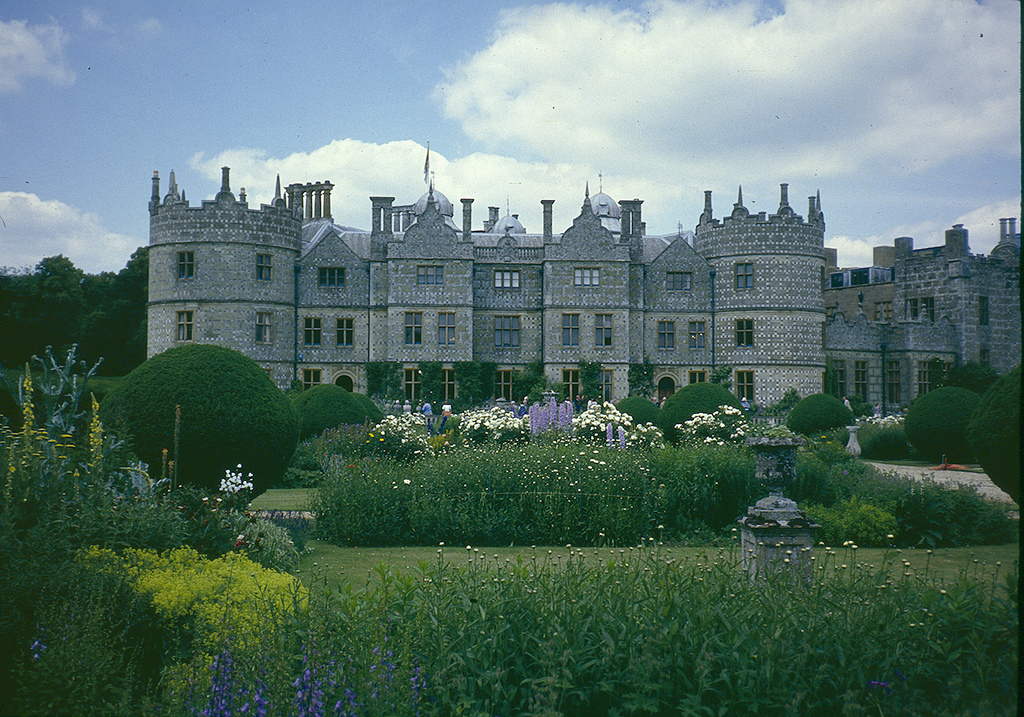
قلعة لونجفورد في ويلتشير، التي بناها السير توماس جرجس وتظهر في تصميمها تأثير زوجته السويدية

كان السير توماس جرجس (بالإنجليزية: Thomas Gorges)‏ (1536 – 30 مارس 1610) من قلعة لونجفورد في ويلتشير، أحد رجال البلاط الملكي وعريس الغرفة للملكة إليزابيث الأولى. عن طريق جدته الكبرى السيدة آن هوارد، ابنة جون هوارد، دوق نورفولك الأول، كان ابن عم كوينز آن بولين وكاثرين هوارد، الزوجات الثانية والخامسة للملك هنري الثامن. في 1586م انتخب عضوا في البرلمان عن داونتون في ويلتشير.
ولد في راكسال، سومرست، ابن السير إدوارد جرجس من راكسال، إما من زوجته الأولى أو الثانية، وهي ماري نيوتن أو ماري بوينتز (أخت نيكولاس بوينتز (ت 1557))، على التوالي.[بحاجة لمصدر] كان ابن أخيه الشاعر والمترجم آرثر جورج. كان ينحدر من سلالة الذكور من السير جون راسل (توفي عام 1224) من كينغستون راسل في دورست، أحد الفرسان المنزليين للملك جون (1199-1216). رالف جرجس، بارون جرجس الثاني (ت 1330/1)، الذي توفي دون قضية، كان حريصًا على رؤية اسم عائلته ومدرعاته مستمرة، وشكل خطة توريث عقارات جرجس لابن أصغر لأخته إليانور جورج (بواسطة زوجها ثيوبالد راسل الأول (1303-1340) من كينغستون راسل) بشرط أن يتبنى اسم وذراعي جرجس. تبنى ابن إليانور الثالث، ثيوبالد راسل الثاني، لقب جرجس وأسس خط الخوانق الذي تم إحياؤه، والذي ازدهر، ومقره في راكسال، سومرست.

## حياته المهنية
كان جرجس يشغل منصب حاكم قلعة هيرست في هامبشاير عندما جنحت إحدى سفن الكنز الإسبانية المحملة بالفضة في مكان قريب أثناء الأسطول الإسباني عام 1588. منحت الملكة إليزابيث الأولى زوجة جرجس ملكية الحطام بناء على طلبها.
حصل على وسام فارس في بيدنجتون عام 1586. في عهد جيمس الأول، مُنح جرجس وزوجته مكاتب حارس قصر ويست شين ( قصر ريتشموند في ساري )، وحارس خزانة الملابس (المسؤول عن السفن والمؤن هناك)، وحارس الحدائق و ريتشموند بارك. من خلال خطابات براءة اختراع بموجب ختم الملكة، مُنحت زوجة جرجس بدلًا سنويًا قدره 245 جنيهاً إسترلينياً.

## الزواج والموضوع
في عام 1576 تزوج من هيلينا سناكنبورج، أرملة مارشيونس من نورثهامبتون، أرملة وليام بار، مركيز نورثهامبتون الأول (1513-1571)، فرسان الرباط، الأخ الوحيد للملكة كاثرين بار، الزوجة السادسة والأخيرة وأرملة هنري الثامن. مات بار بدون قضية. كانت ابنة اولف هنركسون من اوسترقوتلاند، السويد. كانت السيدة الأولى لغرفة الملكة الخاصة إليزابيث الأولى، وقد أتيت إلى إنجلترا من السويد عام 1565 في قطار سيسيليا، مارغرافين في بادن. من زوجته له مشكلة منها:

### الأبناء
- فرانسيس جرجس (حوالي 1579-1599)، الابن الأكبر، الذي توفي قبل والده.
- إدوارد جرجس، جرجس البارون الأول (1582 / 3–1652) من دوندالك.
- السير ثيوبالد جرجس (1583-1647)، عضو في البرلمان
- روبرت جرجس (1589–1648)، من ريدلينش، سومرست، عضو في البرلمان؛[5] كانت ابنة ووريثة حفيده بوينتز جرجسهي اجنس جرجس، ووريثة ردلينش، التي تزوجت من ابن عمها روبرت فيليبس.
- توماس جرجس (1589 - بعد 1624).

### البنات
- إليزابيث جرجس (1578–1659)، التي تزوجت أولاً من السير هيو سميث من لونغ أشتون في سومرست[6][7] وثانيًا في 28 سبتمبر 1629 من قريبها رجل الأعمال الاستعماري السير فرديناندو جرجس
- فرانسيس جرجس (1580-1649)، التي تزوجت في حوالي عام 1610 من توماس تيرينجهام من ليتل لانجفورد، ويلتشير
- بردجت جرجس (1584-c1634)، التي تزوجت من السيد روبرت فيليبس النائب.

في عام 1573، حصل على قصر لونجفورد (الآن قلعة لونجفورد) في ويلتشير. بتوجيه فني من زوجته، قام ببناء قلعة لونجفورد الباقية على ضفاف نهر أفون، جنوب مدينة سالزبوري، وهي قلعة ذات نمط سويدي مثلثة مع برج دائري في كل زاوية، مع حديقة الغزلان وحديقة الفاكهة و حديقة المطبخ.

## الموت والدفن والنصب

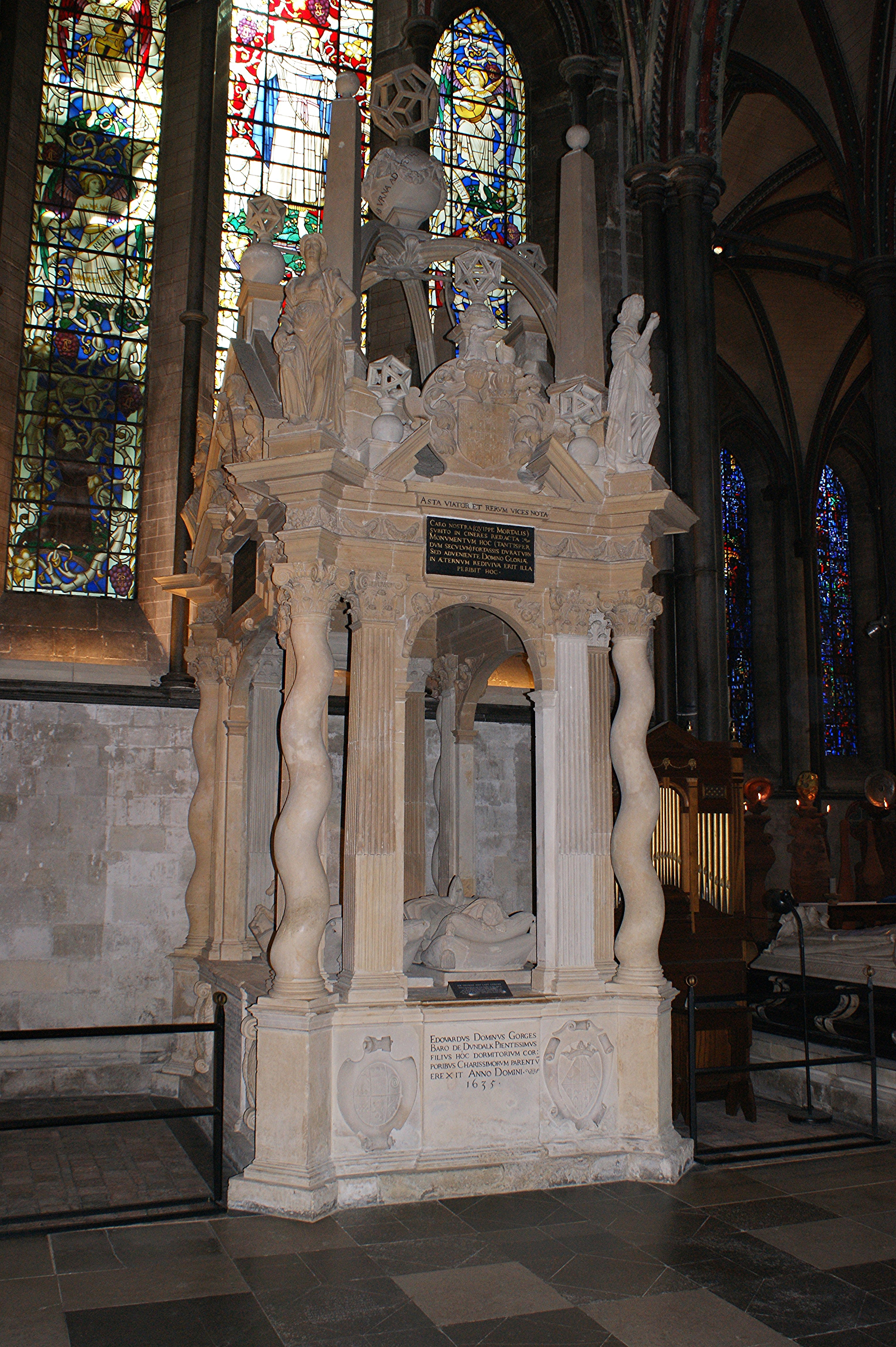
نصب تذكاري وتماثيل صغيرة في كاتدرائية سالزبوري للسير توماس جرجس وزوجته هيلينا سناكينبورغ

تم دفنه في كاتدرائية سالزبوري، حيث عاش من قبل (في الطرف الشرقي من الممر الشمالي للجوقة، على الجانب الشمالي من سيدة تشابل ) ونصبه التذكاري الرائع مع تماثيل راقدة له ولزوجته، أقامه ابنه إدوارد جورج في عام 1635 م، جرجس البارون الأول، بعد وفاة أرملته. من المحتمل أن تكون هذه الأجهزة إشارة إلى رسومات ليوناردو دافنشي للوكا باسيولي، تستند في النهاية إلى حيث كل من متعددات الوجوه العادية (أو خمسة مواد صلبة عادية) يتم تخصيصها للتركيب الذري لأحد العناصر الخمسة، مع تمثيل ثنائي الوجوه الذي يمثل الكرة السماوية بأكملها. بقيت الرمزية الهندسية الأفلاطونية المماثلة على النصب التذكاري المعاصر للسير أنتوني أشلي (1551-1627 / 8، كاتب مجلس الملكة الخاص) بالقرب من ويمبورن سانت جايلز، التي أقامها صهره أنتوني أشلي كوبر، إيرل الأول شافتسبري (1621–1683). «جميع الأمثلة المعروفة لهذه المنحوتات متعددة السطوح نشأت خلال فترة حوالي 30 عامًا، شهدت خلالها إنجلترا وبقية أوروبا عودة الاهتمام بالرمزية الهندسية شبه الصوفية». ربما يشير التصميم إلى علم الملاحة، حيث كان كلا الرجلين الذين تم إحياء ذكراهم بارعين.

## مرا جع
1. ↑  The History of Parliament | Thomas GORGES (بالإنجليزية), QID:Q7739799
2. ↑  Streynsham, George (1900), Collections for a Parochial History of Wraxall. p19
3. ↑  "GORGES, Thomas (1536-1610), of Longford, Wilts". History of Parliament Online. مؤرشف من الأصل في 2020-10-30. اطلع عليه بتاريخ 2021-01-03.
4. ↑  "GORGES, Sir Robert (c.1589-1648), of Redlynch, Som". History of Parliament Online. مؤرشف من الأصل في 2020-03-19. اطلع عليه بتاريخ 2021-01-03.
5. ↑  "GORGES, Sir Robert (c.1589-1648), of Redlynch, Som". History of Parliament Online. مؤرشف من الأصل في 2020-03-19. اطلع عليه بتاريخ 2021-01-03.
6. ↑  Rylands, John Paul (1882), Cheshire and Lancashire Funeral Certificates; A.D. 1600 to 1678. p170
7. ↑  Burke, John (1823), A Genealogical and Heraldic History of the Extinct and Dormant Baronetcies of England.p493
8. ↑  Per Latin inscription
9. ↑  Mathematical Gazetteer of the British Isles نسخة محفوظة 2020-11-24 على موقع واي باك مشين.
10. ↑  "Gorges Monument". Connections in Space. 2005. مؤرشف من الأصل في 2008-07-05.
11. ↑  Column: The crucible, by Philip Ball, 26 June 2009 نسخة محفوظة 2021-01-24 على موقع واي باك مشين.
12. ↑  T Tarnai and J Krähling, Proceedings of the IASS-SLTE 2008 Symposium, 27–31 October 2008, Acapulco, Mexico (ed. J G Oliva Salinas), CD-ROM, Universidad Nacional Autonoma de Mexico, quoted in Column: The crucible, by Philip Ball